# Рой-Томсон-Холл
Рой-Томсон-Холл (англ. Roy Thomson Hall — концертный зал в Торонто (провинция Онтарио, Канада), основная концертная площадка Торонтского симфонического оркестра и Мендельсоновского хора. Открыт в 1982 году.

## История
В 1967 году руководство Торонтского симфонического оркестра и концертного комплекса «Месси-Холл» объявили о планах строительства нового концертного зала в Торонто. Через десять лет были мобилизованы первые десять миллионов долларов на строительство и основан трест, почётными сопредседателями которого стали премьер-министр Канады Пьер Трюдо, премьер Онтарио Билл Дэвис и мэр Торонто Дэвид Кромби. Разработка проекта была поручена канадским архитектурным фирмам «Артур Эриксон» и «Матерс и Холденби», роль консультанта при которых выполнял известный скрипач Ицхак Перлман.
К 1981 году стала известна окончательная цена проекта — 57 миллионов долларов. Оставшиеся средства были выделены федеральным и провинциальным правительствами и мэрией Торонто, а также частными спонсорами. Часть денег была собрана за счет продажи абонементов по особым ценам (тысяча долларов за место). В январе 1982 года было объявлено, что новый комплекс получит имя «Рой-Томсон-Холл», в честь покойного медиа-магната Роя Томсона, чья семья пожертвовала на строительство четыре с половиной миллиона долларов.
Первый концерт в новом зале состоялся 13 сентября 1982 года при участии Торонтского симфонического оркестра и Мендельсоновского хора. В первую неделю в праздничных концертах приняли участие такие исполнители, как Лоис Маршалл, Энн Мюррей, Гордон Лайтфут, Карен Кейн, Фрэнк Огастин, а также Канадская опера, Canadian Brass и Toronto Consort. В первый сезон в зале гастролировал целый ряд канадских и зарубежных звезд, 35 концертов транслировались CBC, но в целом сезон обернулся убытками и программа концертов была скорректирована: в неё были включены более лёгкие жанры, включая джаз, поп-музыку и рок, чтобы привлечь широкую аудиторию.
В 1984 году концерт в «Рой-Томсон-Холле» посетила королева Елизавета II, а в 1987 году зал принимал мировых лидеров на заключительной встрече саммита «Большой семерки». В 1985 году он стал местом проведения международного Баховского фестиваля, а 31 декабря 1999 года в нём прошёл специальный оперный гала-концерт с привлечением 15 лучших канадских вокалистов.
В 2000 году начались работы по реконструкции зала, смета которых была рассчитана на 20 миллионов долларов. Над проектом работал специалист по архитектурной акустике Расселл Джонсон. Работы продолжались два года, из которых зал был закрыт на 22 недели. В октябре 2002 года во вновь открывшемся «Рой-Томсон-Холле» прошёл гала-концерт с участием лучших канадских исполнителей (в том числе Джинет Рено, Эвелин Харт, Рекса Харрингтона, квартета Оскара Питерсона и рок-группы Tragically Hip) в присутствии королевы Елизаветы и герцога Эдинбургского. В 2005 году «Рой-Томсон-Холл» был назван лучшим концертным залом Канады; до него этого звания семь раз удостаивался «Месси-Холл».

## Дизайн

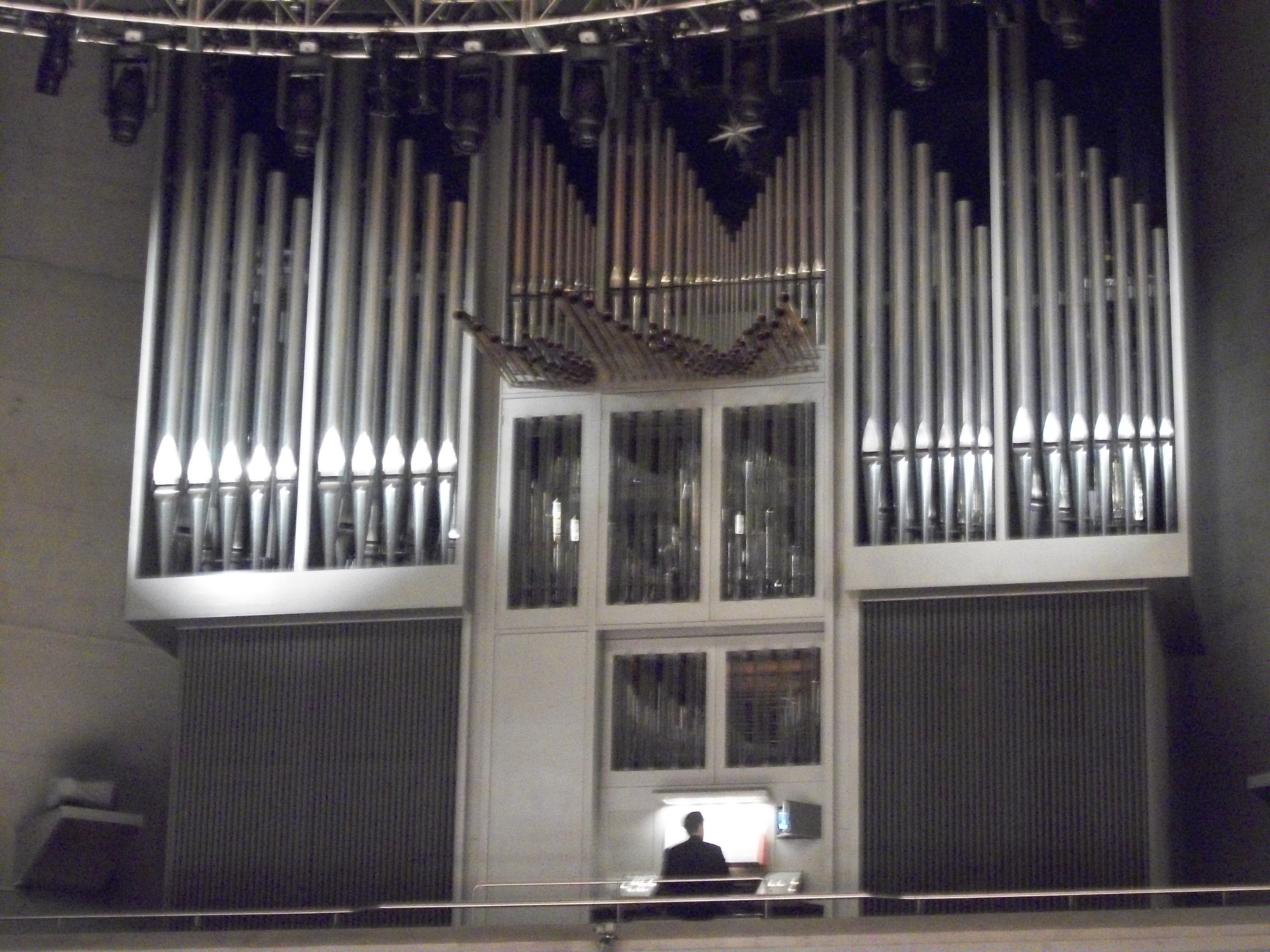
Орган Рой-Томсон-Холла

До реконструкции 2002 года «Рой-Томсон-Холл» вмещал более 2800 зрителей. После реконструкции это число уменьшилось до 2630. Сферическое помещение отличал аскетизм форм и «холодная» акустика, связанная с господствующими в дизайне бетонными конструкциями. В процессе реконструкции звукоотражатели из оргстекла были заменены деревянными панелями—занавесями (в центре зала и над сценой). Сама сцена была расширена на метр в сторону зрительного зала, пол зала и сцены перестелен с использованием канадского клёна, обладающего хорошими акустическими качествами, улучшена звукоизоляция зрительного зала от внешних помещений. Существенным изменением стало добавление деревянных балок на уровне балконов, за счет чего объём зала уменьшился до 24 000 м³ и приобрел более вытянутую прямоугольную форму.
Центральное место в планировке зала занимает большой орган на 5207 труб конструкции канадца Гэбриела Ни. В собственности зала также концертный рояль, прежде принадлежавший Гленну Гульду.